# Talochlamys consociata
Talochlamys consociata är en musselart som först beskrevs av E.A. Smith 1915.  Talochlamys consociata ingår i släktet Talochlamys och familjen kammusslor. Inga underarter finns listade i Catalogue of Life.